# Shatuo
 (mai 2015).
Si vous disposez d'ouvrages ou d'articles de référence ou si vous connaissez des sites web de qualité traitant du thème abordé ici, merci de compléter l'article en donnant les références utiles à sa vérifiabilité et en les liant à la section « Notes et références ».
Les Shatuo (chinois : 沙陀 ; pinyin : shātuó ; litt. « au-dessus du sable », aussi appelés Seyanto ou Sha-t'o) sont une tribu turque descendant des Xueyantuo, qui a eu une grande influence politiques en Chine du Nord de la fin du IXe siècle à la fin du Xe siècle. Ils ont notamment fondé trois des cinq dynasties, dont la dynastie des Jin postérieurs, ainsi qu'un royaume de la période des Cinq Dynasties et des Dix Royaumes.

## Origines
Les tribus Shatuo descendent de celles des Chigils (en)), parmi un groupe de six tribus Chu, connues ensemble sous le nom de Yueban (en) (悅般)[réf. nécessaire].
L'état Yueban survécu jusqu'à la fin des années 480, lorsque son indépendance fut détruite par les Téléoutes. À la suite de la chute de cet état, les Yuebans formèrent quatre tribus, les Chuyue, Chumi, Chumuhun et Chuban. Ces tribus devinrent des acteurs majeurs du plus tardif Khaganat turc et de ce qui suivit.